# Собака на сіні (фільм, 1996)
Собака на сіні (ісп. El perro del hortelano) — іспанський фільм 1996 року режисера Пілар Міро, адптація однойменної п'єси Лопе де Веги 1618 року.